# БМД-1
БМД-1 (боевая машина десантная первая) — советская боевая гусеничная плавающая машина, предназначена для использования в воздушно-десантных войсках и десантирования парашютным или посадочным способом с военно-транспортных самолётов типа Ан-12, Ан-22 и Ил-76. Принята на вооружение в 1969 году.

## История создания

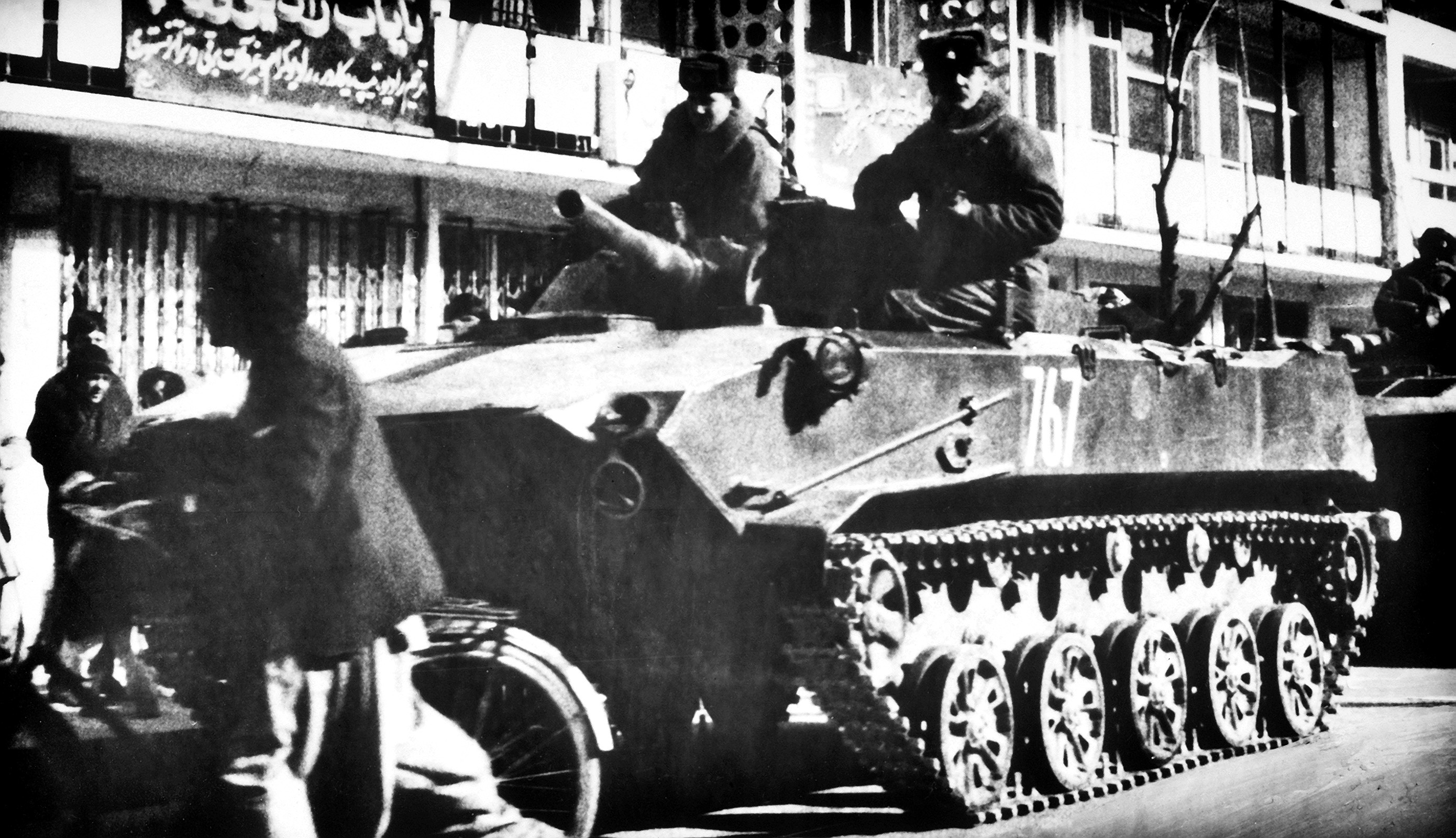
Советские десантники на БМД-1, Афганистан, 25 марта 1986 года

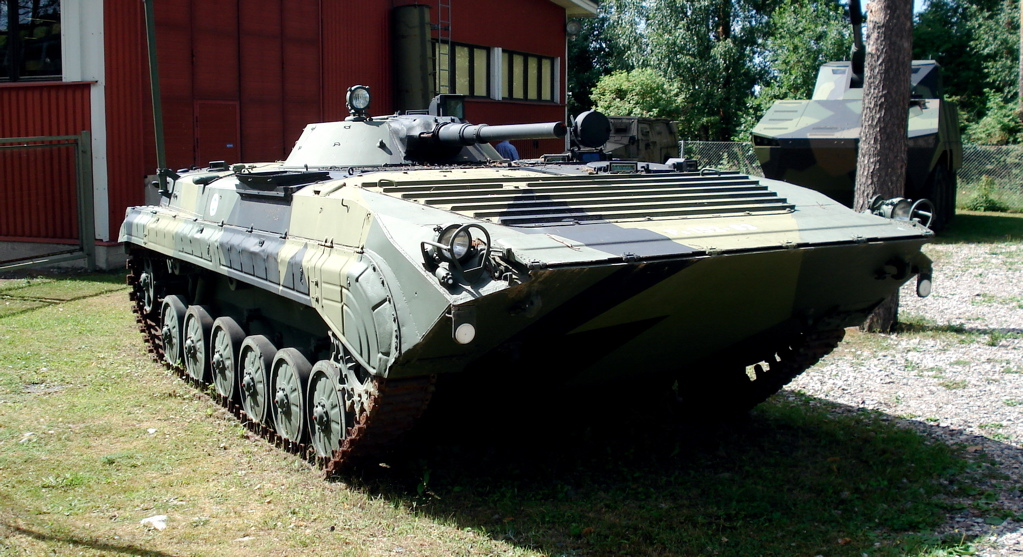
Боевая машина пехоты БМП-1

Работа по созданию боевой машины пехоты для вооружения Воздушно-десантных войск СССР была начата по инициативе командующего ВДВ В. Ф. Маргелова. К 1960-м годам в СССР всё ещё не была преодолена проблема нехватки тяжёлого вооружения, которое могло бы высаживаться вместе с парашютно-десантными частями, на протяжении 1950-х годов десантники в основном были вооружены лишь стрелковым оружием и гранатомётами. Задачи противотанковой обороны и непосредственной поддержки воздушно-десантных войск к началу 1960-х годов в той или иной мере обеспечивались самоходными ПТРК на базе БРДМ и БРДМ-2, противотанковыми САУ АСУ-57 и АСУ-85 и буксируемой или самодвижущейся артиллерией. Вместе с тем, единственным средством транспортировки личного состава ВДВ оставались автомобили повышенной проходимости ГАЗ-67, ГАЗ-69, УАЗ-469 и ГАЗ-66. Необходимость создания бронированной транспортно-боевой машины усиливалась и изменениями в военной доктрине, прежде всего широким распространением тактического ядерного оружия. Для обеспечения действий десантных войск требовалась машина, схожая по концепции с разрабатывавшейся для Сухопутных войск БМП-1 и обеспечивающая как транспортировку десантников и ведение ими боя из-под брони машины на радиоактивно заражённой местности, так и борьбу с бронетехникой противника и его танкоопасными средствами. Сама БМП-1, хоть и была авиатранспортабельной, не удовлетворяла ВДВ из-за того, что основным советским военно-транспортным самолётом того периода Ан-12 могла перевозиться только одна 13-тонная БМП, к которой вдобавок не существовало систем парашютного десантирования.

## Серийное производство и дальнейшее развитие
Серийное производство БМД-1 было начато на Волгоградском тракторном заводе (ВгТЗ) в 1968 году, ещё до официального принятия на вооружение. В организации производства новой боевой машины на ВгТЗ и ВгСЗ принимали участие также ВНИИ Стали, Институт электросварки имени Е. О. Патона и ряд других предприятий Миноборонпрома, Минавиапрома и Минсудпрома. В первые годы производство БМД-1 велось малыми партиями для обеспечения оперативного внесения изменений в её конструкцию по результатам войсковой эксплуатации.
В 1971 году был принят на вооружение командирский вариант под обозначением БМД-1К, отличающийся от базовой машины дополнительной аппаратурой связи, бензиновым зарядным агрегатом для обеспечения её работы при выключенном двигателе, съёмными столиками для командира и радиста, сокращённым боекомплектом пулемётов и постоянным экипажем из шести человек. Производство БМД базовой модификации продолжалось до 1979 года, всего было выпущено около 2200 машин в линейном и не менее 360 в командирском варианте.
В 1978 году была принята на вооружение модернизированная модификация БМД, получившая в линейном и командирском вариантах обозначения, соответственно, БМД-1П и БМД-1ПК. Основным введённым на БМД-1П изменением стала установка нового противотанкового ракетного комплекса 9К111, повлёкшая за собой некоторое сокращение боекомплекта пулемётов, кроме того, на БМД-1П начал устанавливаться гироскопический полукомпас ГПК-59, калориферный отопитель и вентилятор среднего отделения. Производство БМД-1П осуществлялось с 1979 по 1986, а БМД-1ПК — по 1987 год. Всего было выпущено, соответственно, более 1000 и 220 машин этих вариантов, кроме того, до их стандарта модернизировались при капитальном ремонте все ранее выпущенные БМД-1 и БМД-1К.

## Тактико-технические характеристики
| ТТХ модификаций БМД-1                     |                                   |                                   |                                   |                                   |
|                                           | БМД-1 обр. 1969 г.                | БМД-1К обр. 1971 г.               | БМД-1П обр. 1977 г.               | БМД-1ПК обр. 1978 г.              |
| Экипаж (десант), человек                  | 3 (4)                             | 6                                 | 3 (4)                             | 6                                 |
| Размеры                                   |                                   |                                   |                                   |                                   |
| Боевая масса, т                           | 7,2 ±2,5 %                        | 7,6 ±2,5 %                        | 7,6 ±2,5 %                        | 7,6 ±2,5 %                        |
| Длина, м                                  | 5,40                              | 5,40                              | 5,40                              | 5,40                              |
| Ширина, м                                 | 2,63                              | 2,63                              | 2,63                              | 2,63                              |
| Высота, м                                 | 1,62—1,97                         | 1,62—1,97                         | 1,62—1,97                         | 1,62—1,97                         |
| Вооружение                                |                                   |                                   |                                   |                                   |
| Пушка                                     | 1 × 73-мм 2А28                    | 1 × 73-мм 2А28                    | 1 × 73-мм 2А28                    | 1 × 73-мм 2А28                    |
| Пулемёты                                  | 3 × 7,62-мм ПКТ                   | 3 × 7,62-мм ПКТ                   | 3 × 7,62-мм ПКТ                   | 2 × 7,62-мм ПКТ                   |
| Боекомплект, выстрелов / патронов         | 40 / 4000                         | 40 / 3000                         | 40 / 3500+440                     | 40 / 3250+440                     |
| ПТУР                                      | 3 × 9М14                          | 3 × 9М14                          | 2 × 9М113 1 × 9М111               | 1 × 9М113 1 × 9М111               |
| Подвижность                               |                                   |                                   |                                   |                                   |
| Двигатель                                 | дизельный 6-цилиндровый 240 л. с. | дизельный 6-цилиндровый 240 л. с. | дизельный 6-цилиндровый 240 л. с. | дизельный 6-цилиндровый 240 л. с. |
| Удельная мощность, л. с./т                | 32,5                              | 31,6                              | 31,6                              | 31,6                              |
| Максимальная скорость по шоссе, км/ч      | 61                                | 60                                | 60                                | 60                                |
| Средняя скорость по просёлку, км/ч        | 35                                | 35                                | 35                                | 35                                |
| Запас хода по шоссе, км                   | 500                               | 500                               | 500                               | 500                               |
| Удельное давление на грунт, кг/см²        | 0,47                              | 0,49                              | 0,49                              | 0,49                              |
| Оборудование                              |                                   |                                   |                                   |                                   |
| Радиостанция                              | 1 × Р-123                         | 2 × Р-123                         | 1 × Р-123 или Р-173               | 2 × Р-123 или Р-173               |
| Зарядный агрегат                          | —                                 | 1 × АБ-0,5-П/30                   | —                                 | 1 × АБ-0,5-П/30                   |
| Прибор радиационной и химической разведки | ПРХР                              | ПРХР                              | ГД-1М                             | ПРХР                              |

## Конструкция
БМД-1 имеет компоновку с расположением отделения управления и среднего отделения, сочетающего функции боевого и десантного, в передней части корпуса и моторно-трансмиссионного отделения — в кормовой. Боевой расчёт машины, включающий экипаж и десант, состоит из семи человек: командира, старшего механика-водителя и пулемётчика, находящихся в отделении управления; заместителя командира (наводчика-оператора), находящегося в башне; старшего стрелка, гранатомётчика и помощника гранатомётчика, размещающихся на своих местах в кормовой части среднего отделения.

### Броневой корпус и башня

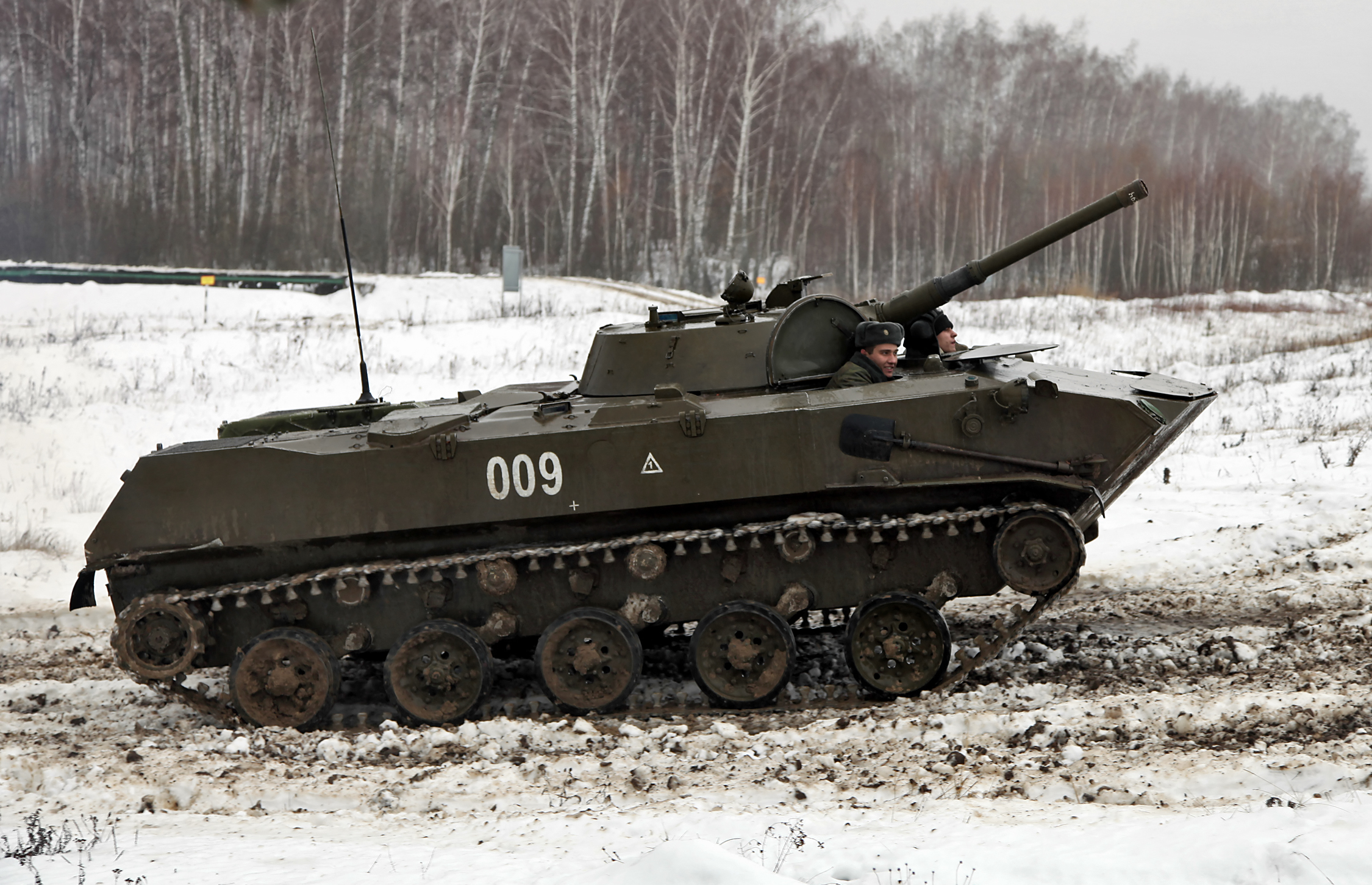
БМД-1 106-й вдд.

БМД-1 имеет противопульное дифференцированное бронирование. Броневой корпус БМД-1 представляет собой жёсткую коробчатую конструкцию сложной формы, собранную при помощи сварки из катаных листов (плит) алюминиевой брони АБТ-101 толщиной 10, 12, 15, 20, 23 и 32 мм. Лобовая часть корпуса состоит из двух гнутых двухскатных листов: верхнего, толщиной 15 мм, расположенного под наклоном 75° к вертикали и нижнего, толщиной 32 мм, расположенного под наклоном 47°. В поперечном сечении корпус имеет Т-образную форму с развитыми надгусеничными нишами по всей длине, сужающимися по ширине в носовой части. Борта корпуса вертикальны и собираются из 23-мм верхних листов, 20-мм нижних листов и наклонных надгусеничных полок. Над моторно-трансмиссионным отделением в корпусе образован проход в средней части, вследствие чего корма состоит из трёх листов: кормовых листов надгусеничных полок, имеющих толщину 15 мм и наклон в 38° и нижнего 20-мм листа, имеющего наклон в 9°. Крыша корпуса имеет толщину 12 мм над средним отделением и 10 мм над моторно-трансмиссионным. Днище корпуса имеет толщину 10 мм и наклон в 70° в лобовой оконечности и 12 мм в остальной части. Так как днище имеет сравнительно малую толщину, его жёсткость дополнительно повышается тремя продольными выштамповками и продольной балкой. Часть деталей корпуса изготавливается из иных материалов: крышка кормового люка — из магниевого сплава, а крышка люка механика-водителя с середины 1970 года — из броневой стали.

### Вооружение

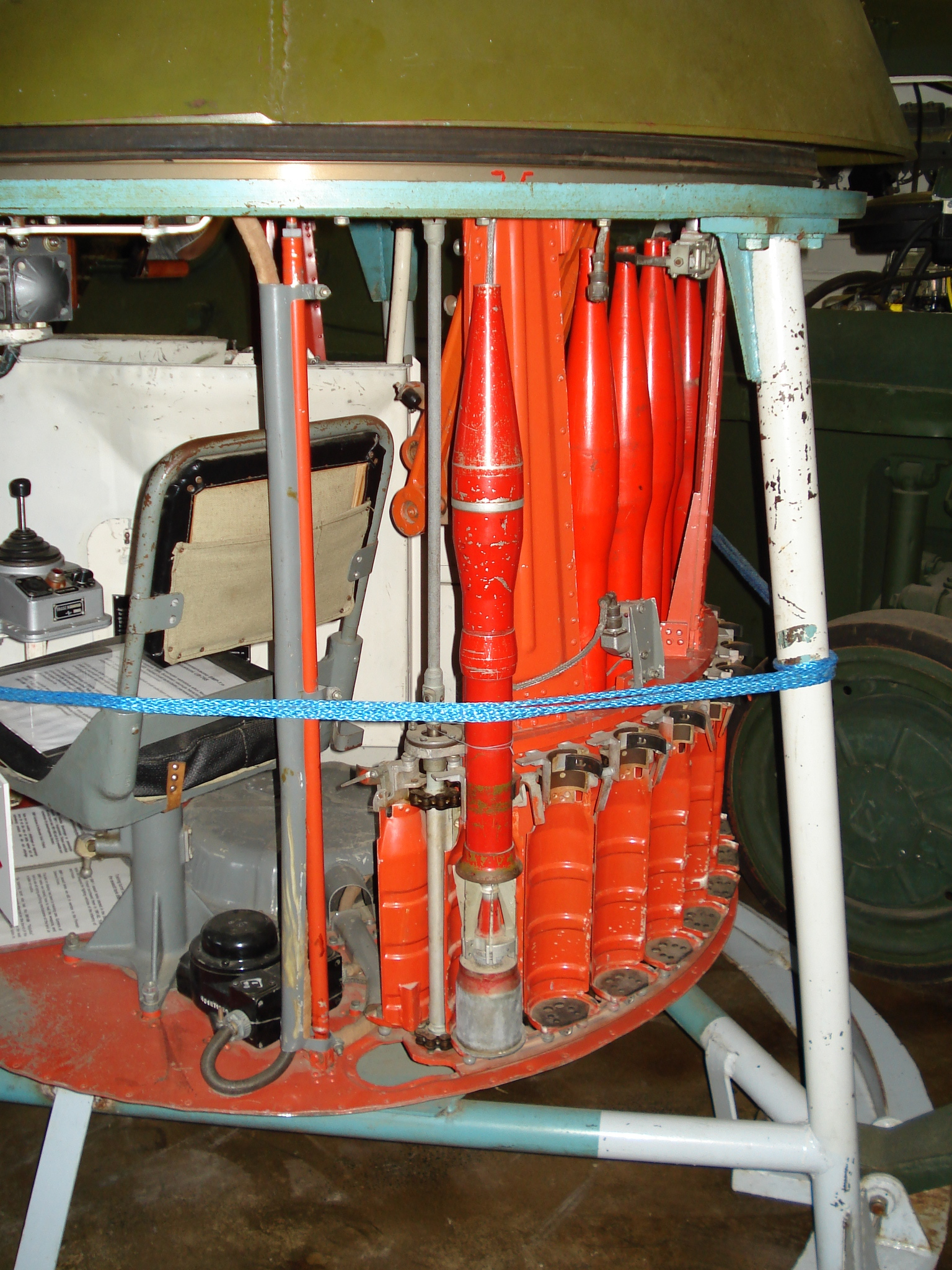
Учебные 73-мм выстрелы в транспортёре орудия 2А28

Основное вооружение БМД-1 составляет 73-мм гладкоствольная полуавтоматическая пушка 2А28 «Гром». 2А28 имеет ствол-моноблок, вертикальный клиновой затвор с полуавтоматикой копирного типа и гидравлический концентрический откатник. 2А28 использует унитарные выстрелы с активно-реактивными снарядами (гранатами), боекомплект орудия состоит из 40 выстрелов, размещённых в механизированной боеукладке. Выстрелы расположены по периметру башни в транспортёре механизированной укладки, который обеспечивает выведение выстрела к точке заряжания, после чего наводчик-оператор вручную осуществляет заряжание орудия. Боевая скорострельность орудия составляет 6—7 выстрелов в минуту. В боекомплект орудия первоначально входили только выстрелы ПГ-15В с кумулятивными гранатами, имеющими бронепробиваемость 300 мм по нормали, позднее в него были введены модернизированные гранаты с увеличенной до 400 мм бронепробиваемостью, а также осколочные гранаты. Максимальная дальность стрельбы кумулятивной гранатой составляет 1300 м, а максимальная дальность осколочной, формально, 4400 м, но на практике дальность эффективной стрельбы не превышает, соответственно, 800 и 600 м.
Орудие размещается в спаренной с пулемётом установке на цапфах в лобовой части башни, максимальные углы наведения установки в вертикальной плоскости составляют от −5 до +30°. Наведение установки осуществляется электромеханическим приводом 1ЭЦ10М «Кристалл», обеспечивающим скорость наведения установки от 0,1 до 20° в секунду в горизонтальной и от 0,07 до 6° в вертикальной плоскости, либо дублирующим ручным приводом. Наведение установки на цель осуществляется при помощи комбинированного перископического прицела 1ПН22М1 «Щит». Дневная ветвь прицела имеет увеличение 6× и поле зрения в 15°, ночная же представляет собой прибор ночного видения пассивного типа, имеющий увеличение 6,7× и поле зрения 6° и работающий за счёт усиления естественной ночной освещённости, обеспечивая дальность видения около 400 м. Дальномера БМД-1 не имеет, но прицел снабжён шкалой для определения дальности до цели известной высоты — 2,7 м («танк»). С введением выстрелов с осколочными гранатами на БМД-1 начал устанавливаться прицел 1ПН22М2, отличающийся лишь наличием прицельной сетки для стрельбы осколочными гранатами, имеющими иную баллистику. На машинах со старыми прицелами стрельба осколочными гранатами должна была осуществляться с использованием таблицы поправок, крепившейся на корпусе прицела.
| Боеприпасы пушки 2А28 |              |               |                    |                    |                   |             |                  |                       |                            |                                                |                            |
| Марка выстрела        | Тип снаряда  | Марка снаряда | Длина выстрела, мм | Масса выстрела, кг | Масса снаряда, кг | Масса ВВ, г | Марка взрывателя | Дульная скорость, м/с | Максимальная скорость, м/с | Дальность прямого выстрела по цели высотой 2 м | Год принятия на вооружение |
| ПГ-15В                | кумулятивный | ПГ-9          | 878                | 3,5                | 2,6               | н/д         |                  | 400                   | 665                        | 765                                            |                            |
| ОГ-15В                | осколочный   | ОГ-9          | 929                | 4,6                | 3,7               | 735         |                  | 290                   | н/д                        | н/д                                            | 1973                       |

Для поражения бронированных целей на дальностях, недоступных для пушечного вооружения, БМД-1 оснащена противотанковым ракетным комплексом (ПТРК) 9К11 «Малютка». В состав комплекса входят: открытая пусковая установка рельсового типа, размещённая на крыше башни над стволом пушки, управляемые ракеты 9М14 или 9М14М и аппаратура управления 9С428. Штатный боекомплект БМД-1 состоит из трёх ракет, перевозящихся в укладках в башне, заряжание пусковой установки производится наводчиком-оператором вручную. Ракеты имеют ручную одноканальную систему управления по проводам и управляются наводчиком-оператором на всём протяжении полёта при помощи рукоятки пульта управления. Максимальная дальность стрельбы ПТРК составляет 3000 м, минимальная — 500м. Бронепробиваемость кумулятивной боевой части первого варианта ракеты 9М14 составляет 400 мм по нормали, для поздних вариантов, таких как 9М14МП1Н, эта величина доходит до 520 мм.
На БМД-1П вместо 9К11 установлен более совершенный ПТРК 9К111, рассчитанный на поражение бронетехники, ДОТов и зависших вертолётов. В состав комплекса входят: пусковая установка 9П135 или 9П135М, управляемые ракеты в одноразовых транспортно-пусковых контейнерах и аппаратура управления 9С451М. Штатно в боекомплект БМД-1П включаются ракеты двух типов: две 9М113 «Конкурс» и одна 9М111-2 или 9М111М «Фагот» Пусковая установка в походном положении перевозится в боевом отделении, а в боевом крепится на правой стороне крыши башни вдоль оси пушки, либо, при необходимости, может быть развёрнута на отдельной огневой позиции вне БМД. Обе ракеты имеют полуавтоматическую двухканальную проводную систему управления, 9М111-2 имеет дальность стрельбы от 70 до 2000 м и бронепробиваемость 400 мм по нормали, 9М111М — от 75 до 2500 м и бронепробиваемость 460 мм. Ракета 9М113 имеет дальность стрельбы от 75 до 4000 м и бронепробиваемость 600 мм по нормали, а в 1986 году был принят на вооружение её модернизированный вариант 9М113М с тандемной кумулятивной боевой частью и увеличенной до 800 мм бронепробиваемостью.

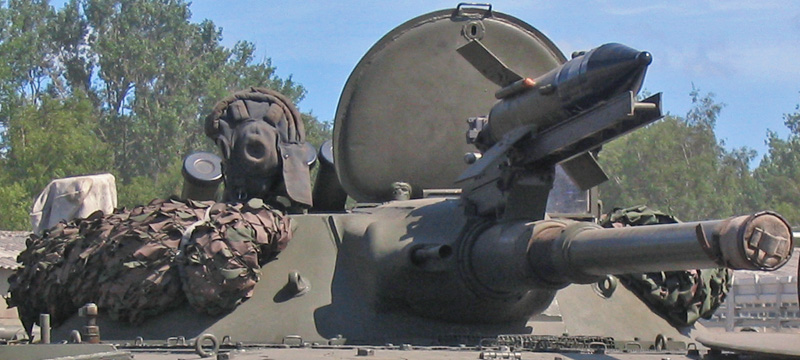
Ракета 9М14 на пусковой установке
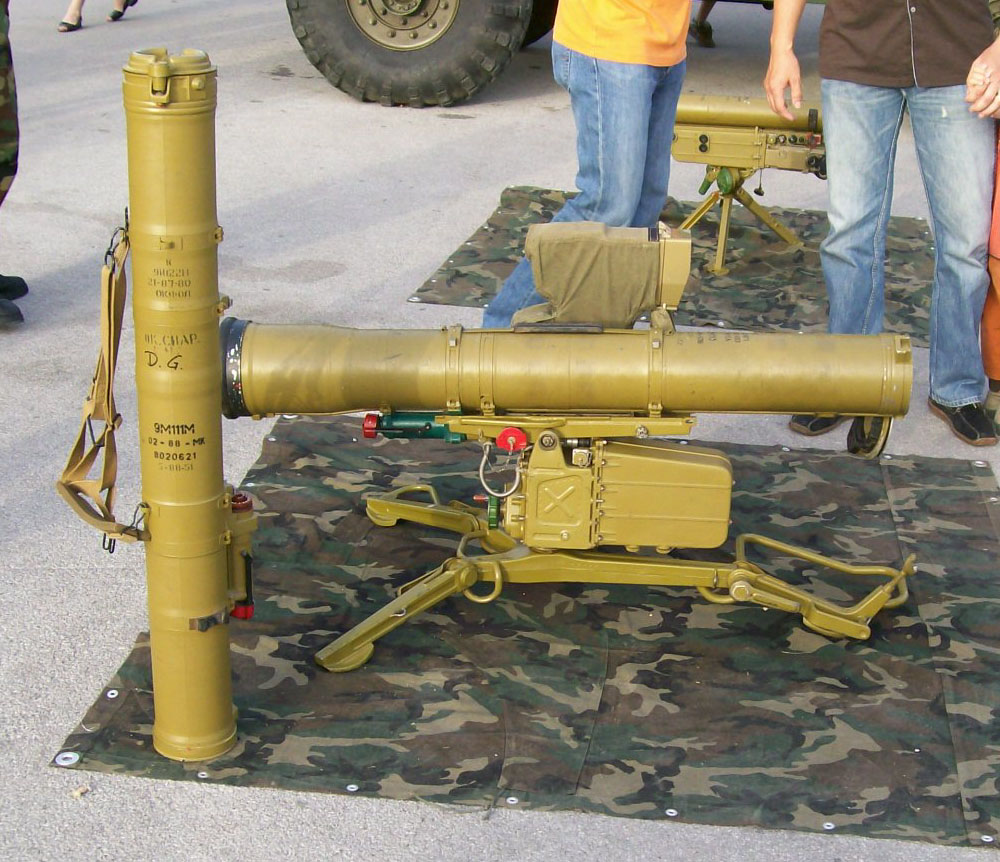
Транспортно-пусковой контейнер с ракетой 9М111М на пусковой установке
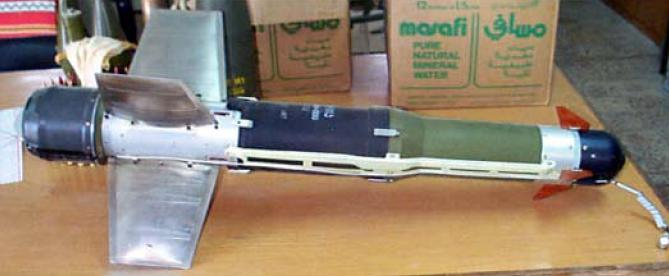
Ракета 9М113

### Средства связи и навигации
На линейных БМД-1 для внешней связи установлена радиостанция Р-123, а с середины 1973 года — её модернизированный вариант Р-123М «Магнолия». Радиостанция установлена слева в лобовой оконечности отделения управления и обслуживается командиром машины. Р-123М представляет собой коротковолновую ламповую радиостанцию трансиверной схемы с частотной модуляцией, обеспечивающую телефонную связь в симплексном режиме. Радиостанция имеет рабочий диапазон 20—51,5 МГц, состоящий из 1261 фиксированной частоты с шагом 25 кГц, четыре из которых, настроенные предварительно, могут переключаться одной манипуляцией оператора, после чего радиостанция обеспечивает беспоисковое вхождение в связь и бесподстроечное ведение связи. Работа радиостанции в БМД осуществляется на 4-метровую штыревую антенну, обеспечивая дальность связи с однотипной радиостанцией на дальности до 28 км, в движении по среднепересечённой местности со скоростью до 40 км/ч — до 20 км, при включённом подавителе шумов — до 13 км. При выходе из строя основной антенны, связь может осуществляться через аварийную антенну, представляющую собой кусок изолированного провода длиной 3 м, дальность связи при помощи которой ограничивается 4 км, либо 1 км, если вторая радиостанция также работает на аварийную антенну.
БМД-1К оборудованы второй радиостанцией Р-123 или Р-123М, установленной в левом подкрылке корпуса, работу с которой осуществлял командир или левый стрелок-автоматчик, антенным фильтром для обеспечения одновременной работы двух радиостанций на одну антенну, а также выносной радиостанцией Р-105М. Р-105М представляет собой ранцевую носимую ультракоротковолновую ламповую радиостанцию трансиверной схемы с частотной модуляцией, обеспечивающую телефонную связь в симплексном режиме. Радиостанция имеет рабочий диапазон 36—46,1 МГц, состоящий из 405 фиксированных частот с шагом 25 кГц. Р-105М обеспечивает связь с однотипной радиостанцией при работе с места на комбинированную антенну высотой 2,7 м — до 8 км, на лучевую антенну направленного действия длиной 40 м, подвешенную на высоте 1 м над землёй, — до 15 км, на лучевую антенну, поднятую на высоту 5—6 м — до 25 км. Для обеспечения работы аппаратуры связи при выключенном двигателе, БМД-1К снабжена бензоэлектрическим агрегатом АБ-0,5-П/30 хранящимся в походном положении на месте сиденья стрелка-автоматчика, а в рабочем положении устанавливающимся на крыше моторно-трансмиссионного отделения.
На БМД-1П и БМД-1ПК с 1984 года вместо радиостанций Р-123М начал устанавливаться более современный комплекс средств связи «Абзац», состоящий из радиостанции Р-173 «Абзац-Р» и приёмника Р-173П «Абзац-П». Р-173 представляет собой ультракоротковолновую полупроводниковую аналогово-цифровую радиостанцию с частотной модуляцией телефонную связь в симплексном режиме. Радиостанция имеет рабочий диапазон 30—75,999 МГц с шагом сетки частот в 1 кГц. Число заранее подготовленных частот Р-173 увеличено до 10. При работе на стандартную штыревую антенну длиной 2 м, Р-173 обеспечивает дальность связи до 20 км в движении, бо́льшая дальность связи может обеспечиваться в диапазоне 30—52 МГц при работе на антенну длиной 3 м
Для внутренней связи БМД-1 оборудована интегрированным с радиостанцией танковым переговорным устройством (ТПУ) Р-124 на пять абонентов, на БМД-1К ТПУ расширено до шестерых абонентов. Вместе с радиостанцией Р-173 на БМД-1П и БМД-1ПК с 1984 года устанавливалось модернизированное ТПУ Р-174.

### Двигатель и трансмиссия

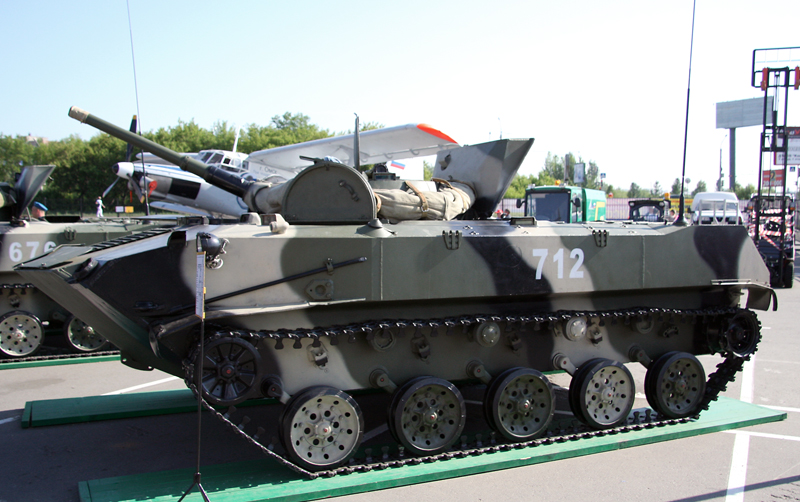

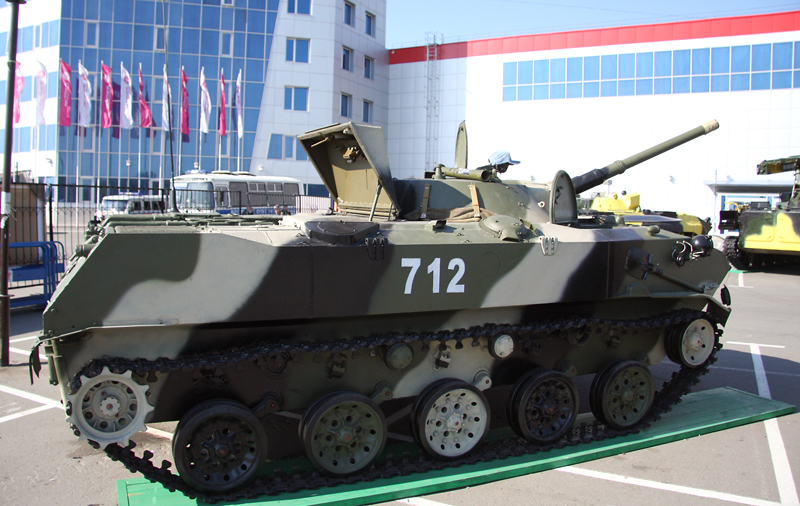

На БМД-1 установлен V-образный 6-цилиндровый четырёхтактный дизельный двигатель жидкостного охлаждения модели 5Д20-240. Двигатель имеет рабочий объём 15 900 см³ и развивает максимальную мощность в 240 л. с. (176 кВт) при 2400 об/мин.. Пуск двигателя на БМД-1 ранних выпусков производится при помощи основного электростартера или дублирующей системы воздухопуска; с введением в 1973 году компрессора с приводом от двигателя, система воздухопуска стала основной. Для облегчения пуска при низких температурах, двигатель снабжён включённым в систему охлаждения форсуночным подогревателем с электроприводом.
Двигатель работает на дизельном топливе марок ДЛ, ДЗ и ДА, топливная система включает в себя три бака общей ёмкостью 280 литров, расположенных в моторно-трансмиссионном отделении. Система воздухоочистки — двухступенчатая, с блоком циклонов в первой ступени, фильтрующими кассетами во второй и автоматическим эжекционным удалением пыли. Для повышения безопасности движения на плаву в систему воздухозабора двигателя включены два связанных клапана, обеспечивающих забор воздуха на плаву через среднее отделение. Двигатель имеет систему охлаждения эжекторного типа, обеспечивающую также вентиляцию моторно-трансмиссионного отделения и отсос пыли из системы воздухоочистки.
В состав трансмиссии БМД-1 входят:
- однодисковый главный фрикцион сухого трения (сталь по асбесту);
- четырёхступенчатая (4+1) механическая коробка передач с постоянным зацеплением шестерён и синхронизаторами на 3-й и 4-й передачах, имеющая вал отбора мощности для привода водоходного движителя;
- механизм поворота, состоящий из двух бортовых многодисковых фрикционов сухого трения (сталь по стали) с плавающими ленточными тормозами с чугунными накладками;
- две одноступенчатые планетарные бортовые передачи;
- редукторы водомётного движителя.

Изменениям трансмиссия БМД-1 в ходе серийного производства не подвергалась, за исключением замены с 1970 года однодискового главного фрикциона двухдисковым. Все приводы управления трансмиссией — механические. Главный фрикцион, коробка передач и механизм поворота объединены с двигателем в одном силовом блоке.

## Машины на базе БМД-1
Единственной серийной машиной на базе БМД-1 стал БТР-Д — бронетранспортёр, принятый в 1974 году на вооружение воздушно-десантных войск. Появление БТР-Д было вызвано малой вместимостью БМД-1, затруднявшей полное перевооружение на неё воздушно-десантных войск. БТР-Д на 800 кг тяжелее базовой машины и конструктивно отличается от неё прежде всего удлинённым на 483 мм корпусом с дополнительной парой опорных катков, отсутствием башни и увеличенной высотой среднего отделения, в котором в дополнение к троим членам экипажа располагаются девять десантников. Штатное вооружение БТР-Д состоит из двух курсовых пулемётных установок, аналогичных БМД-1, десант может также вести стрельбу через амбразуры из личного оружия. На базе БТР-Д, в свою очередь, был создан ряд специализированных вариантов, таких как носитель ПТУР, машина для перевозки расчётов ПЗРК, командно-штабная машина, машина разведки и управления огнём 1В119 и ряд других.
Точные данные о численности выпущенных БТР-Д отсутствуют, но согласно данным, представленным СССР при заключении ДОВСЕ, всего в Европе имелось 769 бронетранспортёров этого типа. БТР-Д использовались советскими и российскими войсками и миротворческими контингентами в ряде операций. По состоянию на 2007 год, в странах бывшего СССР, прежде всего в России, на вооружении всё ещё остаётся около 800 БТР-Д.
Первые попытки создания САУ на базе БМД-1 были предприняты ещё в 1967—1968 годах, но разработанные 120-мм самоходный миномёт «Ландыш» и 122-мм самоходная гаубица 2С2 «Фиалка» в серийное производство не пошли, так как слишком высокой оказалась нагрузка на ходовую часть при выстреле. Лишь в конце 1970-х годов на базе БТР-Д было создано 120-мм САО 2С9 «Нона-С», серийное производство которого началось в 1981 году.

## Операторы

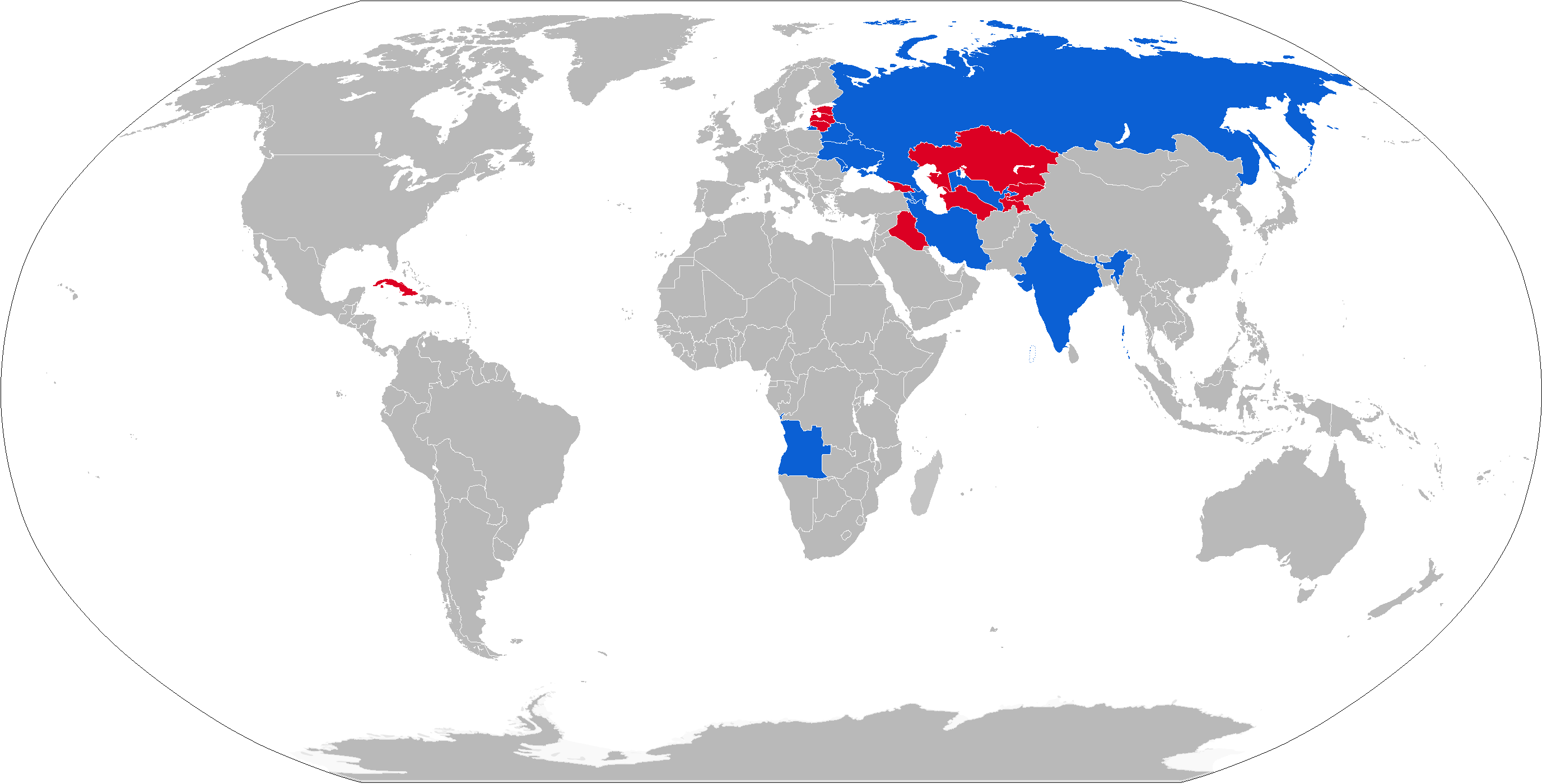
Синим цветом отмечены страны, эксплуатирующие БМД-1; красным отмечены бывшие эксплуатанты

### Современные операторы
- Армения:
  - Внутренние войска — 5 БМД-1 по состоянию на 2024 год.[33]
  - Пограничные войска — 5 БМД-1 по состоянию на 2024 год.[33]

- Азербайджан — 20 БМД-1 по состоянию на 2024 год.[34]
- Куба — некоторое количество БМД-1 по состоянию на 2024 год. Всего от СССР в конце 1970-х получено не менее 70 штук.
- Молдова — 44 БМД-1 по состоянию на 2024 год.[35]
- Туркменистан — 8 БМД-1 по состоянию на 2024 год.[36]
- Узбекистан — 120 БМД-1 по состоянию на 2024 год.[37]

### Бывшие операторы
- Республика Абхазия — несколько БМД-1 по состоянию на 2007 год[38]
- Ангола — некоторое количество полученных от Кубы машин[39]
- Беларусь — 154 БМД-1 по состоянию на 2016 год.[40]
- Ирак — 10 БМД-1 поставлены из СССР в 1981 году[41]
- Кыргызстан — не менее 4 БМД-1 по состоянию на 2016 год.[42]
- Ливия — несколько по состоянию на 2009 год[43]
- Россия — 100 БМД-1 по состоянию на 2020 год[44]
- Украина — 20 БМД-1 по состоянию на 2023 год.[45]
- Южная Осетия — несколько БМД-1 по состоянию на 2008 год[46]

## Служба и боевое применение
- Афганская война (1979—1989)[47]
- Вооружённый конфликт в Приднестровье (1992) — применялась Молдавской и Приднестровской армиями[48]
- Первая чеченская война — в ходе войны известен бой, когда российская БМД-1 огнём 73 мм пушки уничтожила дудаевский танк[49].
- Вторая чеченская война
- Война в Грузии (2008)[50]
- Война на востоке Украины: использовался Украиной и сепаратистскими формированиями[51]
- Вооружённый конфликт в Нагорном Карабахе (2020)

## Памятники БМД-1

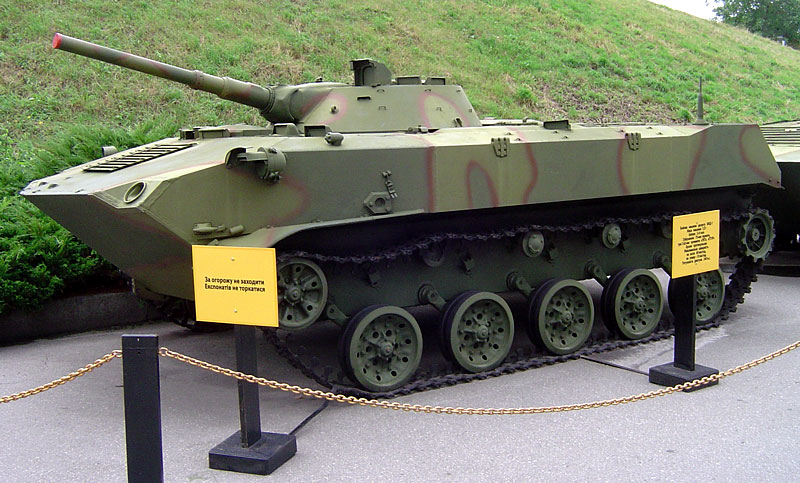
БМД-1 в Музее Великой Отечественной войны в Киеве

8 мая 1994 года в г. Канаш Чувашской Республики торжественно открыли сквер Афганцев с установленной на постаменте БМД-1.
2 августа 2015 года в г. Барнауле на аллее рядом с Площадью Ветеранов и Домом Интернационального движения была установлена БМД-1.
2 августа 2015 года в г. Петрозаводске в парке Мира открыт памятник боевой машине БМД-1П.
В поселке Светлый г. Омск у КПП 226-го парашютно-десантного полка и на территории самого поселка установлено 2 БМД-1.
В г. Челябинске у музея Войны в Афганистане установлена БМД-1, принадлежавшая 56-й гв. одшбр и участвовавшая в войне в ДРА, рядом с ней установлена мемориальная плита со списком погибших в данной БМД гвардейцев-десантников.
В г. Иваново в Сквере десантников на постаменте установлена БМД-1П, принадлежавшая 98-й гв. вдд.
В г. Минске на территории военкомата Советского района установлен БМД-1. Памятник Воинам-интернационалистам.
В г. Костюковичи (Республика Беларусь) у краеведческого музея установлена БМД-1.
В г. Орша (Республика Беларусь) у памятника Воинам-интернационалистам установлен БМД-1.
В г. Новороссийске у КПП 7-й гв. дшд(г) установлена БМД-1.
На территории 25-й воздушно-десантной бригады в пгт. Гвардейское (Днепропетровская область, Украина).
В г. Чехов (Московская область) 2 августа 2016 года торжественно был открыт памятник БМД-1 на Аллее Памяти (через дорогу от КТЦ «Дружба»).
В д. Падиково (Московская область, Истринский район) БМД-1 можно увидеть в экспозиции Музея отечественной военной истории.
В г. Екатеринбурге (Свердловская область) 2 августа 2017 года на площади Советской армии был торжественно открыт памятник БМД-1. Он дополнит мемориал «Чёрный тюльпан».
В г. Верхняя Пышма (Свердловская область) — Музейный комплекс УГМК (музейный экспонат).
В г. Речица (Республика Беларусь) на территории гимназии № 1, как экспонат музея ВДВ и сил специального назначения.
В рп. Обухово Богородского городского округа Московской области на 42 км Горьковского шоссе (М-7) 2 августа 2000 года был открыт единственный (на тот момент) в Московской области памятник-мемориал воинам-десантникам в виде боевой машины десанта (БМД-1) и памятной плиты. Основатель памятника является Абысов Олег Валерьевич. Созданный на собственные средства мемориал является памятником подвигу 6-й парашютно-десантной роты 76-й гв. дшд 1 марта 2000 года в Аргунском ущелье Чеченской республики.
В Крыму, г. Симферополь, Гагаринский парк, Рядом с памятником В. Ф. Маркелову, установлена БМД-1.
В г. Вольске, Саратовской области, в Вольском Военном Институте Материального Обеспечения не далеко от центрального КПП.
В г. Волгоград, в парке имени Гагарина, установлена как часть аллеи, посвященной ВДВ, рядом с барельефом Маргелова В.Ф. Информация о том, что БМД началась производиться на Тракторном заводе города, описание и история конкретного образца отсутствуют. Установка на пьедестал произведена немецким краном «LIEBHERR».
В г. Самара 15 февраля 2014 года (день 25-й годовщины вывода советских войск из Афганистана) на площади Памяти установлена боевая машина десанта (БМД-1), участвовавшая в боевых действиях и локальных вооруженных конфликтах.
В г. Ярославле (Ярославская область, Брагинский район) установлен памятник ВДВ и сама БМД-1

### Сноски
1. ↑  Лёгкая САУ СУ-85 разрабатывалась как для вооружения Сухопутных войск, так и для ВДВ, но распространение получила лишь в последних. Из-за этого, по аналогии с АСУ-57, а также чтобы отличить её от САУ периода Великой Отечественной войны СУ-85, она имеет часто употребляемое, хотя и неофициальное обозначение АСУ-85.
2. ↑  В полной мере задача создания высокомобильной системы непосредственной огневой поддержки воздушно-десантных подразделений была разрешена лишь с принятием в 1984 году на вооружение САУ 2С9 «Нона-С».
3. ↑  Бронетранспортёры БТР-40, БТР-152 и БТР-60П Сухопутных войск на вооружение ВДВ не поступали.
4. 1 2  Дополнительные 440 патронов перевозятся в заводской упаковке, не снаряжёнными в ленты.
5. ↑  На примере БМП-1, имеющей идентичное орудие и боекомплект и близкую конструкцию механизированной укладки.
6. ↑  Соответственно, летний, зимний и «арктический» сорта топлива; последний предназначался для применения при температурах ниже −30 °C.